# Pouillot montagnard
Phylloscopus sindianus
Espèce
Répartition géographique
Statut de conservation UICN

 LC  : Préoccupation mineure
Le Pouillot montagnard (Phylloscopus sindianus) est une espèce de petits oiseaux de la famille des Phylloscopidae.

## Taxonomie
Autrefois considéré comme une sous-espèce du Pouillot véloce (Phylloscopus collybita), il est aujourd'hui reconnu comme espèce à part entière sous la dénomination scientifique Phylloscopus sindianus, se démarquant du Pouillot véloce par sa morphologie et son chant. Des analyses ADN ont confirmé la divergence de ces deux espèces. P. s. lorenzii est sympatrique du Pouillot véloce dans certains endroits de l'ouest du Caucase.

## Sous-espèces
Selon la classification de référence du Congrès ornithologique international (version 15.1, 2025) il se répartit en deux sous-espèces :
- Phylloscopus sindianus lorenzii (T. Lorenz, 1887) — du Caucase au nord de l'Iran ;
- Phylloscopus sindianus sindianus W.E. Brooks, 1880 — Tian Shan et massifs avoisinants.